# Samuel Sánchez

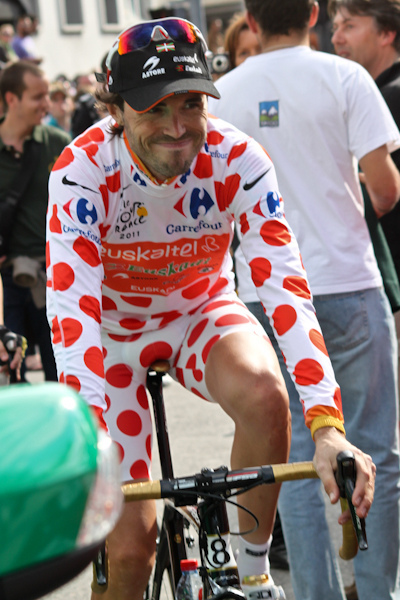
Samuel Sánchez i Tour de France bergspriströja 2011.

Samuel Sánchez Gonzalez, född 5 februari 1978 i Oviedo, Asturien, är en spansk professionell tävlingscyklist. Han är en av få icke-baskiska cyklister i stallet Euskaltel-Euskadi och blev professionell med stallet inför säsongen 2000.

## Karriär
Samuel Sánchez tog sin första professionella seger i karriären när han vann den 13:e etappen på Vuelta a España 2005 och slutade på en elfte plats totalt i tävlingen. Men då tävlingens vinnare Roberto Heras testades positivt för EPO slutade Sánchez i stället på en tionde plats. 
Hans genombrott kom 2006 med en seger i Züri Metzgete och andraplatser i Lombardiet runt och La Flèche Wallonne. Under säsongen 2006 vann han också två etapper på Baskien runt. Sánchez vann också den 13:e etappen av Vuelta a España det året efter en attack i en utförsbacke. Han slutade sjua i tävlingen totalt. Under världsmästerskapen i Salzburg var han med i en utbrytning i slutet av loppet tillsammans med det spanska lagets försteåkare Alejandro Valverde. Sánchez själv slutade på fjärde plats bakom Paolo Bettini, Erik Zabel och Valverde. Hans goda resultat under säsongen ledde till en andra plats i UCI ProTours slutställning det året.
Säsongen 2007 startade med en nionde plats i Paris-Nice och han vann det slutliga tempoloppet på Baskien runt, som ledde honom till en tredje plats i tävlingen bakom Juan José Cobo och Angel Vicioso. Sánchez vann den sista etappen av Katalonien runt framför kazaken Aleksandr Vinokurov och ryssen Denis Mensjov. På Vuelta a España vann han den 15:e etappen framför Manuel Beltrán efter att ha attackerat på Alto de Monachil, varpå han kunde visa sin skicklighet i nedförsåkningen där han lyckades fånga Beltrán i backarna ner till Granada. Beltrán bad Sánchez om att få vinna etappen, men det tillät inte Sánchez som dedicerade vinsten till sin son, som skulle föddas i mars året därpå. Sánchez vann också den sista bergsetappen upp till Alto de Abantos och han vann det sista tempoloppet och slutade därefter trea i tävlingen bakom Denis Mensjov och Carlos Sastre. Prispallsplaceringen gjorde att han blev den förste cyklisten i Euskaltel-Euskadi att nå prispallen i en Grand Tour.

### OS-guld
Samuel Sánchez vann guldmedaljen på linjeloppet under de Olympiska sommarspelen 2008 i Peking framför silver- och bronsmedaljörerna Davide Rebellin och Fabian Cancellara.

### 2009
I april 2009 slutade Samuel Sánchez tvåa på etapp 1 av Baskien runt bakom landsmannen Luis León Sánchez. Sánchez slutade också på tredje plats på etapperna 3 och 6 av den baskiska tävlingen. Tidigare samma år vann han GP Llodio strax framför David De La Fuente. Sánchez slutade på fjärde plats på Waalse Pijl bakom Davide Rebellin, Andy Schleck och Damiano Cunego. I slutet av april slutade Sánchez tvåa på etapp 2 av Vuelta Asturias bakom Oscar Sevilla. Dagen därpå slutade han trea på etapp 4, ett tempolopp, bakom landsmannen Hector Guerra. Han tog hem fjärdeplatsen på Subida al Naranco.
Samuel Sánchez slutade på tredje plats på etapp 14 av Vuelta a España 2009 bakom Damiano Cunego och Jakob Fuglsang. I slutändan stod det klart att Sánchez slutade på andra plats i tävlingen bakom landsmannen Alejandro Valverde. Han slutade också tvåa i Vuelta a Españas kombinationstävling. Sánchez slutade senare på fjärde plats på världsmästerskapens linjelopp bakom Cadel Evans, Aleksandr Kolobnev och Joaquim Rodriguez. Säsongen avslutades med en andra plats på Lombardiet runt.
Sánchez slutade på tredje plats i UCIs världsranking det året bakom landsmännen Alberto Contador och Alejandro Valverde.

### 2011
Sánchez vann etapp 12 i Tour de France, sin första etappseger någonsin i tävlingen. Han lyckades även med att vinna den rödprickiga bergspriströjan med 108 poäng, 10 poäng före tvåan Andy Schleck.

### 2012
Sánchez vann två etapper och totalsegern i Baskien runt, 12 sekunder före tvåan Joaquím Rodríguez.

## Stall
- Euskaltel-Euskadi 2000–